# Израиль (Андреев)
Архимандрит Израиль (в миру Иван Андреев) (1793, Путилово, Санкт-Петербургская губерния — 27 января 1884, Коневец) — архимандрит Русской православной церкви, настоятель Введенско-Островского и Коневского в честь Рождества Пресвятой Богородицы монастырей.

## Биография
Родился в селе Путилово под Петербургом в семье дьячка местной церкви. В 1829 году поступил послушником в Валаамский монастырь, однако уже в следующем году согласно собственному прошению был переведён в Троице-Сергиеву пустынь. В марте 1834 года в том же монастыре принял постриг с именем Израиль, через два месяца был посвящён в сан дьякона, а спустя ещё два дня — рукоположён во иеромонаха. Несколько ранее настоятелем Троице-Сергиевой пустыни был назначен архимандрит Игнатий (Брянчанинов). Иеромонах Израиль стал его учеником и уже после перевода из монастыря многие годы вёл с наставником переписку.
В 1838 году на несколько месяцев скором времени был командирован в качестве священника на фрегат «Нарва», после чего вернулся в Троице-Сергиеву пустынь и стал её экономом. В феврале 1839 года был назначен настоятелем Введенско-Островского монастыря в должности строителя, в 1851 году посвящён в сан игумена. Активно занимался монастырским строительством: в 1840-50-е годы под его руководством были возведены несколько новых жилых корпусов, в том числе каменный трапезно-келейный и гостиничный, хозяйственные постройки и колокольня с 11 колоколами. При этом по словам архимандрита Игнатия (Брянчанинова) (в 1838 году ставшего благочинным всех монастырей Петербургской епархии), настоятель Израиль «имея отличные способности приобретать средства, к сожалению, очень не расположен к проектам, составляемым архитекторами; по сей причине возведенные им здания недостаточны в искусственном отношении и, главное, непрочны, хотя и многоценны». Кроме того, за время управления монастырём значительно улучшил его благосостояние (в том числе за счёт пожертвований) и увеличил доходы. Возобновил почитание родителей преподобного Александра Свирского, принявших постриг и погребённых в монастыре.
В 1859 году был назначен настоятелем Коневского монастыря на о. Коневец в Ладожском озере (бывший настоятель которого игумен Герман (Яманди) в свою очередь возглавил Введенско-Островский монастырь). В 1868 году был возведён в сан архимандрита (став первым настоятелем монастыря, удостоенным столь высокого сана). Управление отца Израиля ознаменовалось широким строительством (в основном, по проектам архитектора И. Б. Слупского): в монастыре было возведено множество жилых и хозяйственных зданий (среди них странноприимный дом и каменная гостиница), к собору была пристроена ризница с башней, на острове построен скит в честь Коневской иконы Божией Матери (с церковью и келейным корпусом), после пожара 1862 года восстановлено петербургское подворье. Помимо этого архимандрит Израиль развивал в монастыре сельскохозяйственную деятельность (в частности, коневодство и скотоводство), а также пополнил библиотеку. В 1867—1868 годах оказал помощь пострадавшим от голода финнам, распорядившись обеспечить бесплатным пропитанием прибывших на остров беженцев.
Посетивший Коневец в 1872 году писатель Н. С. Лесков отозвался об архимандрите Израиле так: «Он достиг доброго века, но очень бодр, и в его ласковых, веселых глазах действительно светится много особенной монашеской доброты, которую, как известно, к сожалению, очень немногие умеют уберегать до старости».
Умер в 1884 году, похоронен у алтаря Богородице-Рождественского собора.